# 洪永安
洪 永安（こう えいあん、Hong Yongan、1845年 - 1914年）、字は梓青は、清朝末期の軍人。

## 人物
洪永安は河南省商城出身。1862年、ドロンガ（多隆阿）の軍に入り、ムトゥシャン（穆図善）に従って陝西省・甘粛省の捻軍と回民蜂起軍と戦い、戦功によって副将に昇進した。1879年8月、ムトゥシャンが福州将軍に就任すると、洪永安の部隊は福州の長門砲台に駐屯した。
1884年、清仏戦争が勃発すると、アメデエ・クールベ率いるフランス艦隊が清の艦隊を馬尾で破り、閩江に沿って東下した。洪永安は空の砦を設置してフランス軍を上陸するように仕向け、砦を奪いに上陸したフランス軍を伏兵を率いて撃退した。逃走する艦隊に砲撃を加え1隻を撃沈した。この功績でバトゥルの称号を得、福建総兵に昇進した。その後閩江に機雷を設置して封鎖し、沿岸の防御を強化した。この結果フランス軍は再度の福建省への襲撃をあきらめた。
1895年、日清戦争で日本軍が澎湖諸島を占領すると、李文魁率いる部隊千人が廈門に進攻したが、洪永安は軍を率いてこれを壊滅させ李文魁を斬った。
1902年、北洋軍巡防営務処で北洋新軍の訓練にあたることになったが、袁世凱の指揮下に入ることを不服としてこれを固辞した。代わりに大名鎮総兵となり、1905年には福建水陸提督に昇進した。
辛亥革命の直前に官を辞し、中華民国成立後は故郷の商城に隠居した。1914年、白朗の蜂起軍が商城を攻撃すると、防衛の指揮をとったが、戦死した。